# Парламентарни избори в Турция
Парламентарните избори в Турция определят състава на Великото национално събрание за следващите пет години. Депутатите се избират за срок от 5 години по пропорционална система в 87 многомандатни избирателни района със затворени партийни списъци или като независими кандидати.

## Участие

### Възраст на кандидатите
В новосъздадената Република Турция прагът на възрастта на кандидатите за депутати е 30 години. Чрез конституционна поправка през 2006 г. прагът на възрастта за кандидатите спада от 30 на 25 години. След конституционния референдум през 2017 г. този праг е намален до 18 години.

### Възраст за гласуване
Според конституцията на Османската империя от 1876 г. прагът на възраст за гласуване е 25 години. В новосъздадената Република Турция възрастта за гласуване е намалена на 18 години поради намаляващото население. През 1934 г. възрастта за гласуване е увеличена на 22 години, през 1987 г. намалена на 21 години, и през 1995 г. намалена на 18 години.

### Избирателна активност
Избирателната активност за средно 18 парламентарни избори е 81,4%. Турция има висока избирателна активност в сравнение с другите демокрации. Процентът на участие в Турция също е по-висок от процента на участие в страните, където задължителното гласуване се прилага свободно. С изключение на периода 1960 – 1970 г. избирателната активност в Турция е над средната за света от 1950 г. до днес.
| Избори       | Регистрирани избиратели | Упражнили своя глас | %    |
| ------------ | ----------------------- | ------------------- | ---- |
| 1950         | 8 905 743               | 7 953 085           | 89,3 |
| 1954         | 10 262 063              | 9 095 617           | 88,6 |
| 1957         | 12 078 623              | 9 250 949           | 76,6 |
| 1961         | 12 925 395              | 10 522 716          | 81,4 |
| 1965         | 13 679 753              | 9 748 678           | 71,3 |
| 1969         | 14 788 552              | 9 516 035           | 64,3 |
| 1973         | 16 798 164              | 11 223 843          | 66,8 |
| 1977         | 21 207 303              | 15 358 210          | 72,4 |
| 1983         | 19 767 366              | 18 238 362          | 92,3 |
| 1987         | 26 376 926              | 24 603 541          | 93,3 |
| 1991         | 29 979 123              | 25 157 089          | 83,9 |
| 1995         | 34 155 981              | 29 101 469          | 85,2 |
| 1999         | 37 495 217              | 32 656 070          | 87,1 |
| 2002         | 41 407 027              | 32 768 161          | 79,1 |
| 2007         | 42 799 303              | 36 056 293          | 84,2 |
| 2011         | 52 806 322              | 43 914 948          | 83,2 |
| юни 2015     | 56 608 817              | 47 507 467          | 83,9 |
| ноември 2015 | 56 949 009              | 48 537 695          | 85,2 |
| 2018         | 59 367 469              | 51 189 444          | 86,2 |

## Избирателна система

### Избирателни райони
Турция е разделена на 87 избирателни района, които избират определен брой представители във Великото национално събрание на Турция. Избирателните райони получават определен брой депутати пропорционално на тяхното население. Върховният избирателен съвет на Турция извършва прегледи на населението на всеки район преди избори и коригира броя на местата в района според последното преброяване.

### Разпределение на местата
Местата в парламента се разпределят по метода на д’Онд в рамките на система за пропорционално представителство на партийни списъци. Политическите партии първо трябва да преминат избирателен праг от 7%. Партиите могат да заобиколят това правило, като сформират избирателен алианс или участват като независими. Избирателният праг е въведен от военния режим след държавния преврат от 1980 г. в опит да се поддържа политическа стабилност.
След 1946 г. всички избори са преки. На изборите от 1946 г. до 1957 г. се прилага партийно блоково гласуване. При тази система партията, която получи мнозинство от гласовете в даден избирателен район, ще получи всички депутати в този избирателен район. Системата води до съкрушителни победи. Например Демократическата партия получава 58% от гласовете на изборите през 1954 г., но печели 93% от местата в парламента.
Пропорционалната избирателна система е използвана за първи път след приемането на Конституцията от 1961 г. За изборите от 1961 г. е използвано пропорционално представителство с партийни списъци по метода на Д'Онт в 67 избирателни района. За да получат места в избирателен район, партиите трябва да получат повече гласове в този избирателен район от квотата на Хеър. За първи път е фиксиран и броят на депутатите, определен като 450 места.
На изборите през 1965 г. е използвана системата за национален остатък. В изборите, проведени през 1969, 1973 и 1977 г., избирателната система на д'Онт е приложена без праг. След промените в закона през 1983 г. са въведени общонационален избирателен праг от 10% и избирателен праг за избирателен район. В допълнение към това, квотна система е използвана и на изборите през 1987 г. и 1991 г. От 1995 г. нататък се използва само общонационален избирателен праг.

## Кампания
Законът за основните разпоредби регулира кампанията и има за цел да осигури справедливи и равни възможности за участниците. Кампаниите в Турция обикновено са енергични, тъй като участниците използват различни традиционни средства за провеждане на кампанията като митинги, щандове за кампаниите, плакати, банери, партийни знамена, агитация и превозни средства с високоговорители. В кампаниите се използват и езици, различни от турския, както и жестомимичен език. Според турския закон е забранено да се прави предизборна пропаганда в чужда държава. Този закон може да бъде заобиколен до известна степен, като се организират „информационни семинари“ вместо „пропагандни срещи“.
Политическите партии, получили най-малко три процента от гласовете на последните парламентарни избори, имат право на годишно публично финансиране на пропорционална основа, както и на финансиране на кампании, но само за парламентарни избори. Партиите също получават финансиране чрез членски внос и индивидуални дарения. Не се допускат дарения от публични юридически лица, държавни и обществени организации и чужди източници. Физическо лице може да дарява до определена сума годишно на партия. Няма таван за годишните разходи, свързани със срещи и кампании. Партиите декларират своите средства за кампанията единствено чрез годишни финансови отчети. Конституционният съд проверява докладите. Независимите кандидати декларират средствата си за кампанията чрез лични данъчни декларации. Възможните санкции за нарушения включват предупреждения, лишаване от свобода от три месеца до три години, парични глоби и разпускане на партията.

## Частични избори
Частичните избори в Турция се регулират в съответствие с член 7 от Закона за парламентарните избори. Съответно частични избори се провеждат при овакантяване на членовете на парламента. Според конституцията частични избори се провеждат веднъж за всеки изборен период, като частични избори не могат да се провеждат, освен ако не са изминали 30 месеца и 1 година преди парламентарните избори. Въпреки това, ако даден вилает или избирателен район няма членове в парламента, частичните избори се провеждат в този избирателен район в първата неделя след 90 дни след овакантяването на мястото.